# Magdalena Jethon
Magdalena Maria Jethon z domu Myczka (ur. 23 października 1951 w Polanicy-Zdroju) – polska dziennikarka radiowa.
W latach 2009 i 2010–2016 dyrektor Programu Trzeciego Polskiego Radia. Od 2016 do czerwca 2020 redaktor naczelna Koduj24.pl. Od lipca 2020 redaktor naczelna Radia Nowy Świat.

## Życiorys
Jest absolwentką Państwowego Liceum Sztuk Plastycznych we Wrocławiu. Ukończyła studia wyższe (pedagogikę) oraz podyplomowe studia dziennikarskie na Uniwersytecie Warszawskim.
W 1977 rozpoczęła pracę w Programie Trzecim Polskiego Radia. W stanie wojennym została negatywnie zweryfikowana, przez co na osiem lat pozbawiono ją prawa wykonywania zawodu.  Utrzymywała się szyjąc ubrania i malując kopie ikon. Prowadziła audycje na antenie Trójki, m.in.: „Twarzą w twarz”, „Nasz Parnas”, „Polityk też człowiek”, „Klub Trójki”, „Samo południe”, „Pani Magdo, pani pierwszej to powiem”, „Proszę tego nie nagrywać, pani Magdo” oraz z Michałem Ogórkiem „Trzeci do pary”. Współpracowała z prasą, m.in. z „Gazetą Wyborczą”, „Twoim Stylem” i „Zwierciadłem”.
W latach 2002 i 2004 wydała dwie książki, oparte na anegdotach z cyklu radiowego „Pani Magdo, pani pierwszej to powiem”. W 2005 wraz z innymi dziennikarzami Trójki nagrała nową wersję świątecznego utworu „Karp” z 2000. W 2006 odeszła z Trójki, do której powróciła 25 lutego 2009, jako jej dyrektor, decyzją zarządu Polskiego Radia, zajmując na tym stanowisku miejsce Krzysztofa Skowrońskiego. 29 grudnia tego samego roku została odwołana z funkcji dyrektora, a stanowisko objął Jacek Sobala. Na skutek trwającego 10 miesięcy protestu zespołu Trójki 9 listopada 2010 ponownie powołana na dyrektora rozgłośni. 8 stycznia 2016 Zarząd Polskiego Radia odwołał ją ze stanowiska. Powodem było rozwiązanie umowy o pracę na własną prośbę, za porozumieniem stron, przez poprzednie władze Polskiego Radia. W czerwcu 2016 wydała książkę Państwu pierwszym opowiem o Trójce i uruchomiła portal Koduj24.pl.
Od października 2016 prowadzi Warsztaty Radiowe na Wydziale Wiedzy o Teatrze w Akademii Teatralnej w Warszawie.
W kwietniu 2020 zaangażowała się w projekt stworzenia nowej stacji radiowej Radio Nowy Świat, zainicjowany przez spółkę „Ratujmy Trójkę” Sp. z o.o.

## Życie prywatne
Urodziła się i dorastała w Polanicy-Zdroju, gdzie jej ojciec Jan Myczka był w latach 1980–1983 prezesem Towarzystwa Miłośników Polanicy. Część jej rodziny jest związana z dziennikarstwem: brat Leszek Myczka (Radio Opole i TVP Opole), siostry: Jolanta Pędziwiatr (PAP, Gazeta Poznańska, Panorama Polskich Miast) i Irena Myczka-Weber (radiowa „Dwójka”) wraz z mężem, krytykiem muzycznym Janem Weberem.

## Ordery, odznaczenia i wyróżnienia

### Państwowe
- 2011 – Krzyż Kawalerski Orderu Odrodzenia Polski (za wybitne zasługi dla Polskiego Radia)[24]
- 2003 – Srebrny Krzyż Zasługi[25]
- 2014 – Brązowy Medal „Zasłużony Kulturze Gloria Artis”
- 2012 – Brązowy Medal „Za zasługi dla obronności kraju” (2012)[26]

### Pozostałe
- 2013 – nagroda biznesowa „Kod Sukcesu” przyznawana przez tygodnik Wprost za niekonwencjonalne, umiejętne i efektywne zarządzanie radiową Trójką na trudnym i niesprzyjającym rynku mediów
- 2013 – Honorowa Odznaka Polskiego Radia przyznawana za szczególny wkład w rozwój radiofonii publicznej, za pasję, talent i profesjonalne zaangażowanie.
- 2012 – nagroda „Manager Award 2012”, za „skuteczne i kreatywne zarządzanie Trójką, łączące realizację celów programowych i biznesowych”, przyznawana przez magazyn „Manager MBA”

## Publikacje
- Pani Magdo, pani pierwszej to powiem, Warszawa, Wydawnictwo Do, 2002
- Pani Magdo, pani pierwszej to powiem ciąg dalszy..., Warszawa, Lamba, 2004.
- Państwu pierwszym opowiem o Trójce, Wydawnictwo Znak, Kraków 2016